# Consistoire Colmar

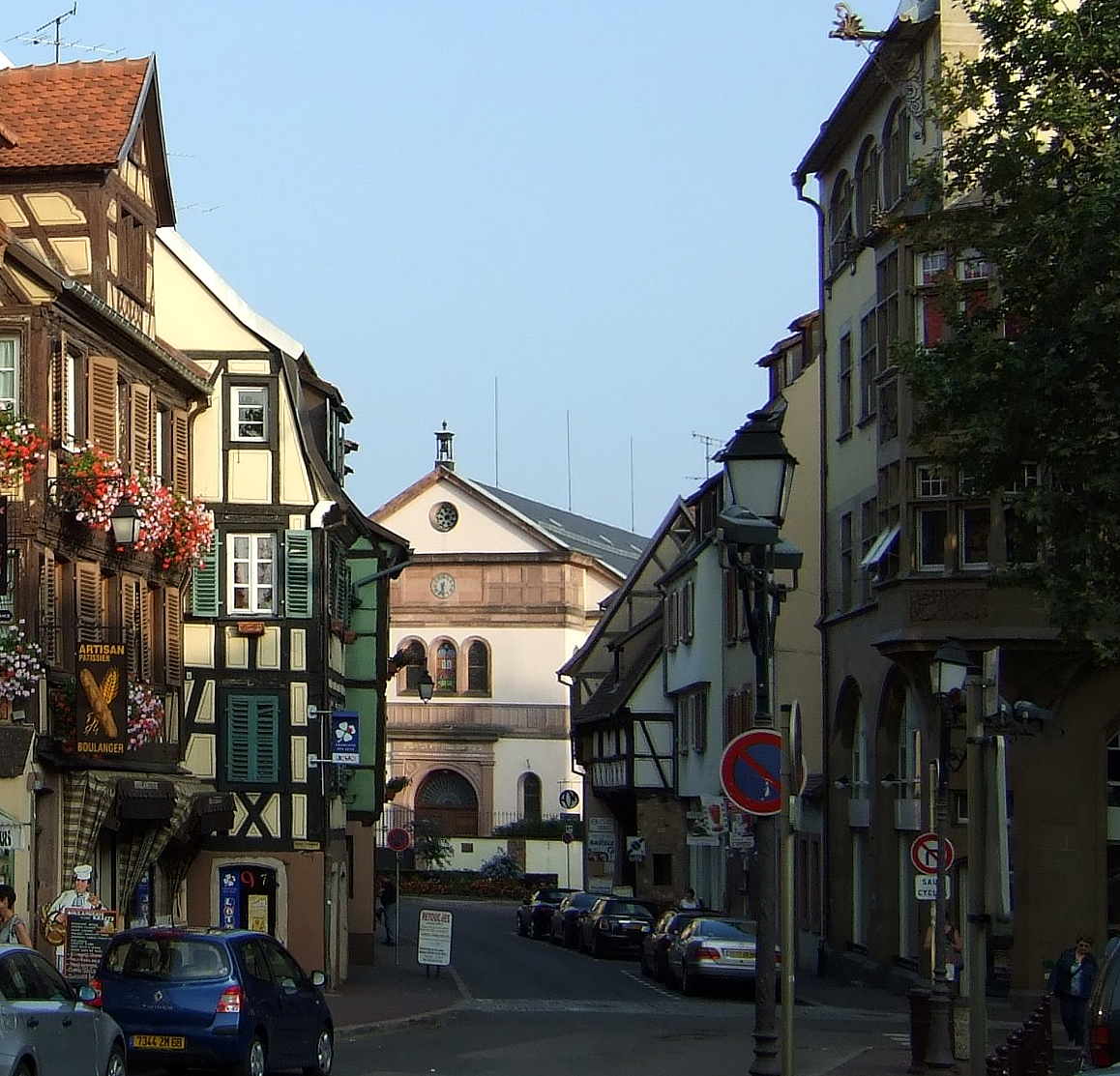
Colmarer Synagoge (im Hintergrund)

Das Consistoire Colmar (Consistoire israélite du Haut-Rhin; CIHR) ist eine Körperschaft des öffentlichen Rechts (établissement public du culte), die als staatlich anerkannte Dachorganisation der jüdischen Gemeinden im Département Haut-Rhin fungiert. Das Konsistorium wurde wie das Consistoire central israélite und weitere zwölf regionale Konsistorien von Napoleon durch ein kaiserliches Dekret vom 15. März 1808 geschaffen. Zunächst befand sich der Sitz des Konsistoriums in Wintzenheim und ist heute in Colmar. Seit 1871 untersteht es nicht mehr dem Consistoire central. 

## Aufgaben
Die Konsistorien, die einen halbstaatlichen Status erhielten, sollten nach protestantischem Vorbild die inneren Angelegenheiten der jüdischen Glaubensgemeinschaft regeln. In der dreigliedrigen hierarchischen Struktur stand oben das Consistoire central israélite (Zentrales Konsistorium) in Paris, dem die regionalen Konsistorien (Consistoires régionaux) unterstanden, und diesen waren die einzelnen jüdischen Gemeinden (communautés juives) untergeordnet. Die Konsistorien hatten die Aufgabe, die Religionsausübung innerhalb der staatlichen Gesetze zu überwachen und die Steuern festzulegen und einzuziehen, damit die Organe der jüdischen Konfession ihre Ausgaben bestreiten konnten.

## Mitglieder
Jedes regionale Konsistorium besaß einen Großrabbiner und vier Laienmitglieder, die von den jüdischen Notabeln der angeschlossenen Gemeinden gewählt wurden.

## Zuständigkeit
Nach dem Annuaire israélite für 1855/56 war das Konsistorium von Colmar für folgende Départements zuständig: Haut-Rhin, Haute-Saône, Saône-et-Loire und Jura. Die angeschlossenen jüdischen Gemeinden hatten im Jahr 1855 insgesamt 17.000 Mitglieder. Nach 1871 war das Consistoire Colmar nur noch für das südliche Elsass zuständig (s. nächstes Kapitel).

## 1871 bis 1918
Nach dem Deutsch-Französischen Krieg von 1870/71 und der Annexion von Elsass-Lothringen durch das Deutsche Reich wurden die nun auf deutschem Gebiet liegenden regionalen Konsistorien, Metz, Straßburg und Colmar beibehalten. Sie unterstanden nicht mehr dem Consistoire central in Paris, sondern regelten nach bisheriger Gewohnheit und vom deutschen Staat überwacht ihre Angelegenheiten.
Wie auch Vertreter der ihrer zentralen Leitung ebenfalls verlustig gegangenen reformierten Konsistorialbezirke, mühten sich Vertreter der israelitischen Konsistorien in Elsass-Lothringen darum, eine neue zentrale Leitung für ganz Elsass-Lothringen zu bilden. Im Jahr 1872 lehnte Oberpräsident Eduard von Moeller beide Ansinnen ab, da er vor der Etablierung elsass-lothringischer legislativer Organe so wenig wie möglich die bestehende Rechtslage verändern wollte. Zu einem Dachverband kam es zwar nicht, aber die drei israelitischen Konsistorien galten als anerkannte Religionsgemeinschaft. Gemäß der neuen Verfassung Elsass-Lothringens von 1911 entsandten sie einen Vertreter als Mitglied der ersten Kammer des Landtags Elsass-Lothringens. Bis 1915 saß Adolf Ury für die israelitischen Konsistorien im Landtag, danach bis 1919 Nathan Netter.

## Nach 1918
Als 1919 das Elsass wieder an Frankreich kam, hatten dort bereits seit 1905 im Rahmen der Trennung von Kirche und Staat die Konsistorien ihren öffentlich-rechtlichen Status verloren. Seither bestehen nunmehr israelitische Konsistorien als rein privatrechtliche Organe der jüdischen Gemeinden. 
Bei der Überführung der Rechtsverhältnisse der drei Départements (Bas-Rhin, Haut-Rhin, und Moselle), die das Gebiet des ehemaligen Elsass-Lothringens bilden, verfuhr die französische Republik nach dem Grundsatz, dass alle deutschen Regelungen als regionale Besonderheiten fortbestehen, die als vorteilhafter angesehen wurden, als die entsprechende Regeln im übrigen Frankreich. So blieben in den drei Départements unter anderem die Bismarcksche Sozialversicherung – im restlichen Frankreich entstand erst später etwas Vergleichbares – sowie die bestehenden Verbindungen zwischen Staat und Religion erhalten, so z. B. auch der 26. Dezember und Karfreitag als gesetzliche Feiertage. Die vom übrigen Frankreich abweichenden Rechtsverhältnisse gelten als Droit local en Alsace et en Moselle. 
Daher erheben die Religionsgemeinschaften in den drei Départements (neben den jüdischen auch die katholischen, lutherischen und reformierten Gemeinden) auch weiterhin die Gemeinde- bzw. Kirchensteuer, die von den staatlichen Finanzämtern im Direktabzug mit der Einkommensteuer eingezogen wird. Zudem haben die drei israelitischen Konsistorien im Elsass (Bas-Rhin, Haut-Rhin) und in Lothringen (Moselle) weiterhin den Status von Körperschaften des öffentlichen Rechts und werden daher – im Unterschied zu den rein privatrechtlichen Konsistorien im übrigen Frankreich – als consistoires concordataires bezeichnet, da ihr Status – in Analogie zum Konkordat von 1801 mit dem Heiligen Stuhl – zwischen der Republik und der jüdischen Religionsgemeinschaft im Elsass und in Lothringen geregelt ist, wie bis 1905 auch im übrigen Frankreich. 
Bis heute bewirkt die strenge Trennung zwischen Staat und Religion im übrigen Frankreich, dass die drei konkordatären israelitischen Konsistorien nicht dem seit 1905 privatrechtlichen geregelten Consistoire central unterstehen dürfen. Jede direkte Finanzierung religiöser Gemeinschaften aus staatlich erhobener Gemeindesteuer ist im übrigen Frankreich illegal. Daher können die konkordatären Konsistorien nicht zur Finanzierung der privatrechtlichen jüdischen Dachorganisation im übrigen Frankreich beitragen und sind folglich auch nur assoziiert und in Fachfragen beratend beteiligt. Die drei arbeiten aber zusammen und beschließen und finanzieren alles für ihre Konsistorialbezirke eigenständig.

## Gemeinden
Die angeschlossenen jüdischen Gemeinden und ihre Mitgliederzahl im Jahr 1855 (wohl Annäherungswerte und keine exakten Angaben laut Annuaire).
Jüdische Gemeinden im Elsass:
- Jüdische Gemeinde Altkirch, 280 Personen
- Jüdische Gemeinde Bergheim, 440 Personen
- Jüdische Gemeinde Biesheim, 500 Personen
- Jüdische Gemeinde Blotzheim, 240 Personen
- Jüdische Gemeinde Bollwiller, 280 Personen
- Jüdische Gemeinde Buschwiller, 175 Personen
- Jüdische Gemeinde Cernay, 350 Personen
- Jüdische Gemeinde Colmar, 1.250 Personen
- Jüdische Gemeinde Dornach,  250 Personen
- Jüdische Gemeinde Durmenach, 600 Personen
- Jüdische Gemeinde Foussemagne, 200 Personen
- Jüdische Gemeinde Fremingen, 104 Personen
- Jüdische Gemeinde Guebwiller, 270 Personen
- Jüdische Gemeinde Grussenheim, 320 Personen
- Jüdische Gemeinde Habsheim, 230 Personen
- Jüdische Gemeinde Hagenbach, 160 Personen
- Jüdische Gemeinde Hattstatt, 400 Personen
- Jüdische Gemeinde Hégenheim, 850 Personen
- Jüdische Gemeinde Herrlisheim, Anzahl der Mitglieder nicht genannt
- Jüdische Gemeinde Horbourg, 400 Personen
- Jüdische Gemeinde Huningue, 100 Personen
- Jüdische Gemeinde Husser, 60 Personen
- Jüdische Gemeinde Issenheim, Anzahl der Mitglieder nicht genannt
- Jüdische Gemeinde Kembs, 180 Personen
- Jüdische Gemeinde Mulhouse, 1.500 Personen
- Jüdische Gemeinde Neufbrisach, 80 Personen
- Jüdische Gemeinde Niederhagental, 450 Personen
- Jüdische Gemeinde Oberhagental, 120 Personen
- Jüdische Gemeinde Pfastatt, 300 Personen
- Jüdische Gemeinde Réguisheim, 270 Personen
- Jüdische Gemeinde Ribeauvillé, 450 Personen
- Jüdische Gemeinde Riedwihr, 75 Personen
- Jüdische Gemeinde Rixheim, 300 Personen
- Jüdische Gemeinde Sainte-Marie-aux-Mines, 135 Personen
- Jüdische Gemeinde Seppois-le-Bas, Anzahl der Mitglieder nicht genannt
- Jüdische Gemeinde Sierentz, 320 Personen
- Jüdische Gemeinde Soppe-le-Bas, 65 Personen
- Jüdische Gemeinde Soultz-Haut-Rhin, 750 Personen     ??Soultz-Haut-Rhin
- Jüdische Gemeinde Soultzmatt, 400 Personen
- Jüdische Gemeinde Thann, 350 Personen
- Jüdische Gemeinde Turkheim, 115 Personen
- Jüdische Gemeinde Uffheim, 210 Personen
- Jüdische Gemeinde Uffholtz, 210 Personen
- Jüdische Gemeinde Wattwiller, 75 Personen
- Jüdische Gemeinde Wintenheim, 65 Personen
- Jüdische Gemeinde Wintzenheim, 800 Personen
- Jüdische Gemeinde Zillisheim, 136 Personen

Jüdische Gemeinden außerhalb des Elsass:
- Jüdische Gemeinde Belfort, 325 Personen (ab 1872 beim Consistoire Vesoul-Épinal)
- Jüdische Gemeinde Chalon-sur-Saône, 145 Personen (ab 1872 beim Consistoire Lyon)
- Jüdische Gemeinde Gray, 106 Personen (ab 1872 beim Consistoire Vesoul-Épinal)
- Jüdische Gemeinde Héricourt, 50 Personen (ab 1872 beim Consistoire Vesoul-Épinal)
- Jüdische Gemeinde Lure, 50 Personen (ab 1872 beim Consistoire Vesoul-Épinal)
- Jüdische Gemeinde Luxeuil-les-Bains, 60 Personen (ab 1872 beim Consistoire Vesoul-Épinal)
- Jüdische Gemeinde Vesoul, 175 Personen (ab 1872 beim Consistoire Vesoul-Épinal)